# Valérie Chansigaud
Valérie Chansigaud, née le 29 mars 1961 à Lyon, est une historienne des sciences et de l’environnement française. Ses travaux portent sur la perception de la nature par l'être humain.

## Biographie

### Jeunesse
Valérie Chansigaud naît le 29 mars 1961 à Lyon et grandit dans la banlieue ouvrière de Bron. Durant son adolescence, elle découvre notamment l'œuvre du philosophe allemand Max Stirner.

### Formation
Après un CAP comptabilité et un DESS d'édition en 1993, Valérie Chansigaud se consacre essentiellement à l'édition scientifique puis travaille pour des éditeurs scolaires et parascolaires. Elle reprend ses études et obtient un doctorat en environnement (2001), consacrant sa thèse dirigée par Jean-Paul Deléage à la place des invertébrés dans la culture et dans l’histoire afin d'évaluer dans quelle mesure les préjugés influencent la protection de la biodiversité.
À l’issue de ce doctorat, elle découvre Wikipédia et contribue essentiellement entre 2004 à 2008, sous le pseudonyme de « Valérie75 », dans les domaines de la zoologie et de l'histoire naturelle. Elle rejoint Wikimédia France et participe à l'organisation du premier colloque francophone sur Wikipédia.

### Travaux
Chercheuse associée au laboratoire « SPHère » du CNRS et de l'université Paris VII - Diderot, elle édite notamment des revues sur les araignées (Pénélope de 1989 à 1994) puis les mille-pattes (Myriapoda), et écrit des ouvrages sur les relations entre l'environnement et les êtres humains ainsi que sur l'impact de l'homme sur la nature : elle publie notamment une Histoire de l’Ornithologie en 2007, L’Homme et la Nature ouvrage abordant la question de l’impact de l’homme sur la nature sauvage, ou encore, en 2020, une Histoire de la domestication animale,,.
Elle est cofondatrice avec Patrick Maréchal, en 1997, de l’Association pour la promotion de la protection des invertébrés (APPI).

### Distinctions
Le 26 juin 2014, Valérie Chansigaud reçoit le prix Léon-de-Rosen de l'Académie française.
Le 13 juillet 2019, elle est nommée au grade de chevalier dans l'ordre national de la Légion d'honneur au titre de « historienne des sciences et de l'environnement, chercheuse associée dans un laboratoire du Centre national de la recherche scientifique ; 30 ans de services ».

## Publications

### Livres
- Histoire du végétarisme, Buchet/Chastel, 2023, 432p.  (ISBN 978-2283033050).
- Histoire de la domestication animale, Paris, Delachaux et Niestlé, 2020, 400 p. (ISBN 978-2-603-02474-4).
- Les Combats pour la nature : De la protection de la nature au progrès social, Paris, Buchet/Chastel, 2018, 244 p. (ISBN 978-2-283-03055-4).
- Les Français et la nature : Pourquoi si peu d'amour ?, Actes sud, coll. « Mondes sauvages », 2017 (ISBN 978-2-330-08026-6, lire en ligne).
- Enfant et nature : À travers trois siècles d'oeuvres pour la jeunesse, Delachaux et Niestlé, 2016 (ISBN 978-2-603-02084-5).
- La Nature à l'épreuve de l'homme, Delachaux & Niestlé, 2015 (ISBN 978-2-603-02401-0).
- Une histoire des fleurs : Entre nature et culture, Delachaux et Niestlé, 2014 (ISBN 978-2-603-02082-1).
- L'homme et la nature : Une histoire mouvementée, Delachaux et Niestlé, 2013 (ISBN 978-2-603-01843-9).
- Des hommes et des oiseaux : Une histoire de la protection des oiseaux, Delachaux et Niestlé, 2012 (ISBN 978-2-603-01844-6).
- Histoire de l'illustration naturaliste : Des gravures de la Renaissance aux films d'aujourd'hui, Lonay, Delachaux et Niestlé, 2009 (ISBN 978-2-603-01600-8).
- Histoire de l'ornithologie, Delachaux et Niestlé, 2007 (ISBN 978-2-603-01513-1).
  - Édition britannique (en) The History of Ornithology, Londres, New Holland, 2009 (ISBN 978-1-84773-433-4).
  - Édition américaine (en) All About Birds : A short illustrated history of ornithology, Princeton, N.J., Princeton University Press, 2010 (ISBN 978-0691145198).
- Les arachnides dans les livres, Foissiat, Pénélope, 1994, 2e éd. rev., corr. et augm. éd., 86 p. (ISBN 978-2-909360-01-0).

### Ouvrages collectifs
- Paul Starosta (préf. Valérie Chansigaud), Actes Sud, coll. « Photo Poche » (no 129), 2010 (ISBN 978-2-7427-9157-6).
- Alain Canard et Valérie Chansigaud, Catalogue provisoire des Araignées de France, Paris, Connaissances des invertébrés, 1997.
- Patrick Maréchal et Valérie Chansigaud, Les Lois protégeant les invertébrés en France, Paris, Cahiers de l'APPI (no 2), 1997.
- Patrick Maréchal et Valérie Chansigaud, Pourquoi protéger les invertébrés ?, Paris, Cahiers de l'APPI (no 1), 1997.
- Valérie Chansigaud, « Biodiversité : la gravité de la crise actuelle fait oublier son ancienneté », dans Laurent Testot et Laurent Aillet (direction), Collapsus : Changer ou disparaître ? Le vrai bilan sur notre planète, Éditions Albin Michel, 2020, 352 p. (ISBN 978-2-22644-897-2).

### Vidéographie
- Les Grands Débats #3 – Sommes-nous en train de perdre la Terre ? avec Valérie Chansigaud et Laurent Tillon, Université de Paris.
- [vidéo][Production de télévision] « Faut-il libérer les animaux domestiques ? », Laura Raim sur Arte, 2023, 22 min, France, UPIAN.COM (consulté le 5 juin 2023)

### Articles
- « The Construction of Thinking on the Environment : The Words, Their Meanings, and Their Uses from 1790 to 1970 », dans F. Bretelle-Establet, M. Gaille, M. Katouzian-Safadi (éds), Making Sense of Health, Disease, and the Environment in Cross-Cultural History : The Arabic-Islamic World, China, Europe, and North America, vol. 333, Springer, coll. « Boston Studies in the Philosophy and History of Science », 2020, p. 105-123.
- « Le rôle des images dans l’émergence de l’ornithologie », Études sur le XVIIIe siècle, Université libre de Bruxelles, vol. 42 « Écrire les sciences »,‎ 2015, p. 115-132 (ISBN 9782800415796).
- « Les plumes de la colère : Le combat contre le commerce des plumes (1870-1920) », Ethnozootechnie, no 96,‎ 2014, p. 25-30 (ISSN 0397-6572).
- « De l'action humaine sur la géographie physique », Bibnum. Textes fondateurs de la science,‎ mars 2013 (ISSN 2554-4470, lire en ligne, consulté le 20 novembre 2021).
- « Histoire de la Zoologie », dans Encyclopædia Universalis, Paris, Encyclopædia Universalis France, 2012 (lire en ligne).
- « Comment on a déclaré la guerre au DDT », Pour la science, no 421,‎ novembre 2012, p. 76-79.